# Sneeuwbal Trio
Het Sneeuwbal Trio is een Gronings-Drents trio bestaande uit Koos Hindriks (zang en gitaar), Dick van der Woude (zang en accordeon) en Jan Brongers (drums). Zij maakten naast zes albums en diverse singles ook nog een tweetal singles onder de naam De Eskimo's.

## Geschiedenis
Zoals veel bands is de bijdrage door de bekende etherpiraten niet onbelangrijk geweest bij het bekend worden van het Sneeuwbal Trio. De etherpiraten zorgden destijds voor bekendheid en verspreiding van de liedjes waarna het opgepikt werd door de grotere zenders en studio's.
Het drietal schreef bijna tachtig nummers in de Nederlandse taal en zo'n twintig in het Gronings. Hun repertoire werd regelmatig uitgezonden door Radio Noord. Wat tv-optredens betreft waren zij onder anderen te gast in Op losse groeven en Op volle toeren.
De bekende Groningse zanger Ede Staal vertaalde zijn eigen 'I'm in the blues' voor het trio in 'Ik heur de blues' voor hun laatste Groninger lp.
Nagenoeg alle liedjes werden in de studio van Johnny Hoes in Weert opgenomen, met uitzondering van de liedjes in het Groninger dialect op hun laatste lp Op Hozevurrels over d'Beun. De opnamen hiervan vonden plaats in de Flowertree Studio van Jan Bloemsma en Henk Bemboom in Erica.
Hun bekendste nummer is 'Adé, m'n kleine Paloma'. Dit nummer stond in totaal 5 weken in de top 40, met als hoogste notering plaats 23 in het jaar 1977.
Regelmatig is het Sneeuwbal Trio nog te horen op lokale zenders.
Na ongeveer veertig jaar trad het Sneeuwbal Trio op 22 oktober 2022 nog een keer op tijdens een piratenfeest van Tukker FM in Borger. Op 23 maart 2024 traden ze ook nog een keer op in Nieuwleusen.

## Discografie

### Albums
- Adé, M'n Kleine Paloma (lp), Telstar, 1977
- Sneeuwballenbruiloft (lp), Telstar, 1978
- Het Oude Huisje (lp), Telstar, 1979
- Het Sneeuwbaltrio (lp), Telstar, 1980
- Kort aan de Band (lp), Telstar, 1981
- Op Hozevurrels Over D'Beun (cassette, album), Telstar, 1982

### Singles en ep's
- Adé, M'n Kleine Paloma! (7"), Telstar (2), 1976
- Slome Sien (7", single), Telstar, 1977
- Hallo Venus, Hallo Heidi, Angelina (7", single), Telstar, 1977
- De Bruiloft Van Kleine Paloma (7", single), Telstar, 1977
- Het Lied Van De IJssel (7", single, mono), Telstar, 1978
- Heimwee (7", single), Telstar, 1979
- In Het Wilde Westen (7", single), Telstar, 1981
- Natasja (7", single), Telstar, 1983
- De Speelman, JBS, 2008
- Marian / Droomparadijs (7", single, RE), JBS, 2009
- Ade Kleine Paloma (7", single), Elite Special

### Cd's
- Het beste van het Sneeuwbaltrio (1993)
- Het beste van het Sneeuwbaltrio 2 (2004)
- Het beste van het Sneeuwbaltrio 3 (2004)